# Maurice Kufferath
Maurice Kufferath (ur. 8 stycznia 1852 w Saint-Josse-ten-Noode, zm. 8 grudnia 1919 w Uccle) – belgijski wiolonczelista, dyrygent i pisarz muzyczny pochodzenia niemieckiego.

## Życiorys
Syn Huberta Ferdinanda. Muzyki uczył się u ojca oraz Adriena-François Servaisa, studiował też prawo, filozofię i historię sztuki w Brukseli i Lipsku. Pisał artykuły polityczne do „L’Indépendance belge”. W 1875 roku nawiązał współpracę z czasopismem „Le Guide Musical”, w latach 1880–1914 był jego właścicielem i wydawcą. Od 1900 do 1914 roku wspólnie z Guillaume’em Guidé’em kierował brukselskim Théâtre de la Monnaie, podnosząc jego znaczenie do roli jednego z czołowych europejskich teatrów operowych początku XX wieku. Wprowadził do tamtejszego repertuaru m.in. Salome i Elektrę Richarda Straussa, Pelesasa i Melisandę Claude’a Debussy’ego, Sprzedaną narzeczoną Bedřicha Smetany, a także dzieła Vincenta d’Indy’ego, Hectora Berlioza, Ernesta Chaussona i Isaaca Albéniza. W czasie I wojny światowej przebywał na emigracji w Szwajcarii, po jej zakończeniu wrócił do Belgii.
W swoich pismach i działalności jako dyrygent propagował twórczość Richarda Wagnera i jego ideę dramatu muzycznego, któremu to zagadnieniu poświęcił swoją pracę naukową, łącząc wykształcenie historyka muzyki z doświadczeniem praktyka. Opublikował 6-tomową pracę Le Théâtre de Richard Wagner: de Tannhäuser à Parsifal (Bruksela 1891–1898). Pod pseudonimem Maurice Reymont tłumaczył na język francuski libretta do oper Wagnera oraz teksty pieśni Johannesa Brahmsa.